# Dijle
Die Dijle (niederländisch) bzw. Dyle (französisch, so auch die frühere niederländische Schreibweise) oder Tîle (wallonisch) ist ein brabantischer Fluss in Belgien, der durch die heutige Provinzen Wallonisch-Brabant, Flämisch-Brabant und Antwerpen fließt. Sie entspringt bei Houtain-le-Val, einer Teilgemeinde der wallonisch-brabanter Stadt Genappe an der Südgrenze der ehemaligen Provinz Brabant und durchfließt die Städte Ottignies, Wavre, Löwen und Mechelen. Nach 86 km vereinigt sie sich bei Rumst mit der Nete zur Rupel.
An der Dijle bei Löwen schlug Arnulf von Kärnten 891 „das große Heer“ der Wikinger. Diese zogen sich daraufhin 892 zurück.
Während der Vereinigung Belgiens mit Frankreich in den Jahren von 1797 bis 1814 gab es ein Département Dyle mit Brüssel als Hauptstadt. Sein Gebiet entsprach weitgehend dem der späteren belgischen Provinz Brabant.
Entlang der Dijle verlief die „K-W-Linie“, eine Verteidigungsstellung, die ähnlich dem Westwall auf deutscher Seite zwischen September 1939 und Mai 1940 errichtet wurde. Ein Teil der Dijlebrücken wurden 1944 beim Rückzug der Wehrmacht gesprengt. Eine Reihe von Befestigungswerken sind bis heute erhalten.